# 艾本德
艾本德(德語：Eppendorf AG)是一家德国生物技术公司。

## 历史
1945年成立于西德汉堡，最初是校医院医学中心，后来剥离出来成为一家独立公司。主要生产实验室仪器耗材和服务，适应于液体处理、样品处理和细胞处理等领域。2003年在中国成立代表处。